# Liste von Persönlichkeiten der Stadt Bad Aibling
Die folgende Liste beschäftigt sich mit Persönlichkeiten der Stadt Bad Aibling.

## In Bad Aibling geborene Persönlichkeiten
Listen nach Geburtsjahr

### 10. Jahrhundert
- Der selige Rathold von Aibling, legendärer Gründer der späteren Benediktinerabtei St. Georgenberg in Tirol

### 17. Jahrhundert
- Johann Georg von Messerer (1683–1738), Hofkammerrat

### 18. Jahrhundert
- Johann Wolfgang Schwarz (1747–1835), Mautaufseher, Spielleiter und Dramatiker

### 19. Jahrhundert
- Maximilian von Branca (1839–1906), General der Infanterie und Generaladjutant des Prinzregenten Luitpold von Bayern
- Josef Zehetmair (1861–1926), Politiker (SPD)
- Martin Gruber (1866–1936), Politiker (SPD)
- Sebastian Bauer (1867–1931), Politiker (Zentrum)
- Ludwig Niggl (1875–1971), Agrarwissenschaftler
- Friedrich Meggendorfer (1880–1953), Psychiater und Neurologe
- Marie Zehetmaier (1881–1980), Friedensaktivistin
- Wilhelm Köglsperger (1887–1972), Kunstschreiner, der u. a. die Altäre der Christkönigskirche in Wildenwart schuf
- Eduard Dietl (1890–1944), Generaloberst im Zweiten Weltkrieg
- Anton Prandl (1892–1976), Bürgermeister von Penzberg
- Josef Schmid (1893–1975), römisch-katholischer Theologe und Hochschullehrer
- Hermann Bühler (1900–1963), Bibliothekar

### 20. Jahrhundert
- Georg Pfeilschifter-Baumeister (1901–1980), römisch-katholischer Theologe und Kirchenhistoriker
- Martin Gärtner (1901–1972), Politiker (Bayernpartei)
- Sepp Hilz (1906–1967), Maler
- Ludwig Binder (1911–1968), Maler und Illustrator
- Charlotte Schellhorn (1922–1945), Fimschschauspielerin
- Friedrich G. Scheuer (* 1936), Maler
- Max Falter (1937–2006), Politiker (SPD)
- Sepp Ranner (* 1939), Politiker (CSU)
- Michael Rüggeberg (* 1941), Schauspielkomponist
- Peter Heigl (* 1946), Sprachwissenschaftler
- Klaus Jörg Schönmetzler (1949–2017), Schriftsteller, Musik- und Kunstkritiker, Dramaturg der Festspiele Herrenchiemsee, von 1992 bis 2015 Kulturreferent im Landkreis Rosenheim
- Gabriele Dinsenbacher (* 1952), Dokumentarfilmerin
- Herbert Schwarz (* 1953), Eisschnellläufer
- Marlene Hinterberger (* 1954), Organistin und Musikprofessorin
- Florian Weber (* 1963), Politiker (Bayernpartei)
- Franz Bergmüller (* 1965), Politiker (AfD)
- Franz Bauer (* 1968), Jazzmusiker
- Rupert Eder (* 1968), Maler
- Manfred Hauser (* 1968), Jurist
- Thomas Rosemann (* 1969), Mediziner
- Maurice de Martin (* 1969), Künstler und Musiker
- Ralph Denk (* 1973), Radrennfahrer
- Chris Gall (* 1975), Pianist
- Alessija Lause (* 1980), Schauspielerin
- Michaela Maurer (* 1981), Naturbahnrodlerin
- Miriam Steinel (* 1982), Eiskunstläuferin
- Peter Gall (* 1983), Jazzmusiker und Hochschullehrer
- Georg Maurer (* 1983), Naturbahnrodler
- Herbert Geisberger (* 1985), Eishockeyspieler
- Amelie Kober (* 1987), Snowboarderin
- Christoph Hafer (* 1992), Bobsportler
- Robert Völkl (* 1993), Fußballspieler
- Stefan Baumeister (* 1993), Snowboarder
- Christian Hupfauer (* 1993), Snowboarder
- Christoph Rech (* 1993), Fußballspieler
- Julian Weigl (* 1995), Fußballspieler
- Sophie Reiml (* 1995), Schauspielerin
- Constantin Schmid (* 1999), Skispringer

### 21. Jahrhundert
- Antonio Trogrančić (* 2000), kroatischer Fußballspieler
- Marinus Hohmann (* 2004), Schauspieler

## Bekannte Einwohner Bad Aiblings
Übersicht von Personen, die in Bad Aibling gelebt und gewirkt haben, jedoch nicht dort geboren wurden.
- Desiderius Beck (1804–1877), Begründer des Kurwesens in Bad Aibling, Ehrenbürger (1875)
- Käthe Bierbaumer (1884–?), Verlegerin, Geldgeberin Adolf Hitlers
- August Kratzer (1914–1943), Maler
- Andreas Legath (* 1961), Maler und Bühnenbildner
- Wilhelm Leibl (1844–1900), Maler, bedeutender Vertreter des Realismus
- Alexander Lion (1870–1962), Mitbegründer der Pfadfinder in Deutschland
- Alban Lipp (1866–1903), Lehrer, Kirchenmusiker und Komponist
- Gottfried Mayr, Historiker, Lehrer und Autor
- Nick McCarthy (* 1974), Gitarrist der Band Franz Ferdinand, besuchte in Bad Aibling das Gymnasium
- Joseph Maximilian von Maillinger (1820–1901), General der Infanterie der bayerischen Armee
- Franz Osten (1876–1956), deutscher Filmregisseur, der nach dem Zweiten Weltkrieg in der Stadt lebte
- Franz Xaver Freiherr von Schmidt (1658–1721), 1705 Pfleger von Aibling
- Werner Schmidbauer (* 1961), Musiker
- Rudolf von Sebottendorff (eigentlich Adam Alfred Rudolf Glauer, Pseudonym Erwin Torre) (1875–1945), Gründer des Germanenordens und der Thule-Gesellschaft, Wegbereiter des Nationalsozialismus
- Johann Sperl (1840–1914), Maler
- Beata Ziegler (1885–1959), Musikpädagogin
- Peter Tomschiczek (* 1940), Maler
- Klaus Wennemann (1940–2000), Schauspieler
- Brynolf Wennerberg (1866–1950), Maler
- Alexander von Hagke (* 1975), Musiker
- Manuel Kofler (* 1980), Eishockeyspieler und -trainer
- Andreas Winhart (* 1983), Landtagsabgeordneter
- Lisa Zimmermann (* 1996), Skierin im Slopestyle, Olympiateilnehmerin Sotschi 2014
- Maurice Krattenmacher (* 2005), Fußballspieler